# 張荷娜
張荷娜（韓語：장하나，1992年5月2日—），韓國女子職業高爾夫球運動員，在韓國LPGA巡迴賽勝出過15次，於2013年成當年的獎金王，2015至17年曾經轉打美國LPGA巡迴賽。

## 外部連結
- 張荷娜在LPGA巡回赛官方网站
- Jang Ha-na （页面存档备份，存于） at the KLPGA Tour official site （韓語）
- 張荷娜在女子高爾夫世界排名官方網站
- Profile on Seoul Sisters site （页面存档备份，存于）